# Louis Le Conte
Louis Le Conte (Boulogne-Billancourt, 1644 – Parijs, 24 december 1694) was een Frans steenhouwer.
Le Conte was een getalenteerd beeldhouwer, en lid van de Académie royale de peinture et de sculpture, waar hij in 1675 de 1e prijs won. Hij was gekend voor zijn monumentale beeldhouwwerken in opdracht van het Franse Hof. Hij werkte met marmer en zandsteen, en beeldhouwde verschillende hermen, die nog steeds bewaard zijn in de verzameling van het Kasteel van Versailles.

## Galerij

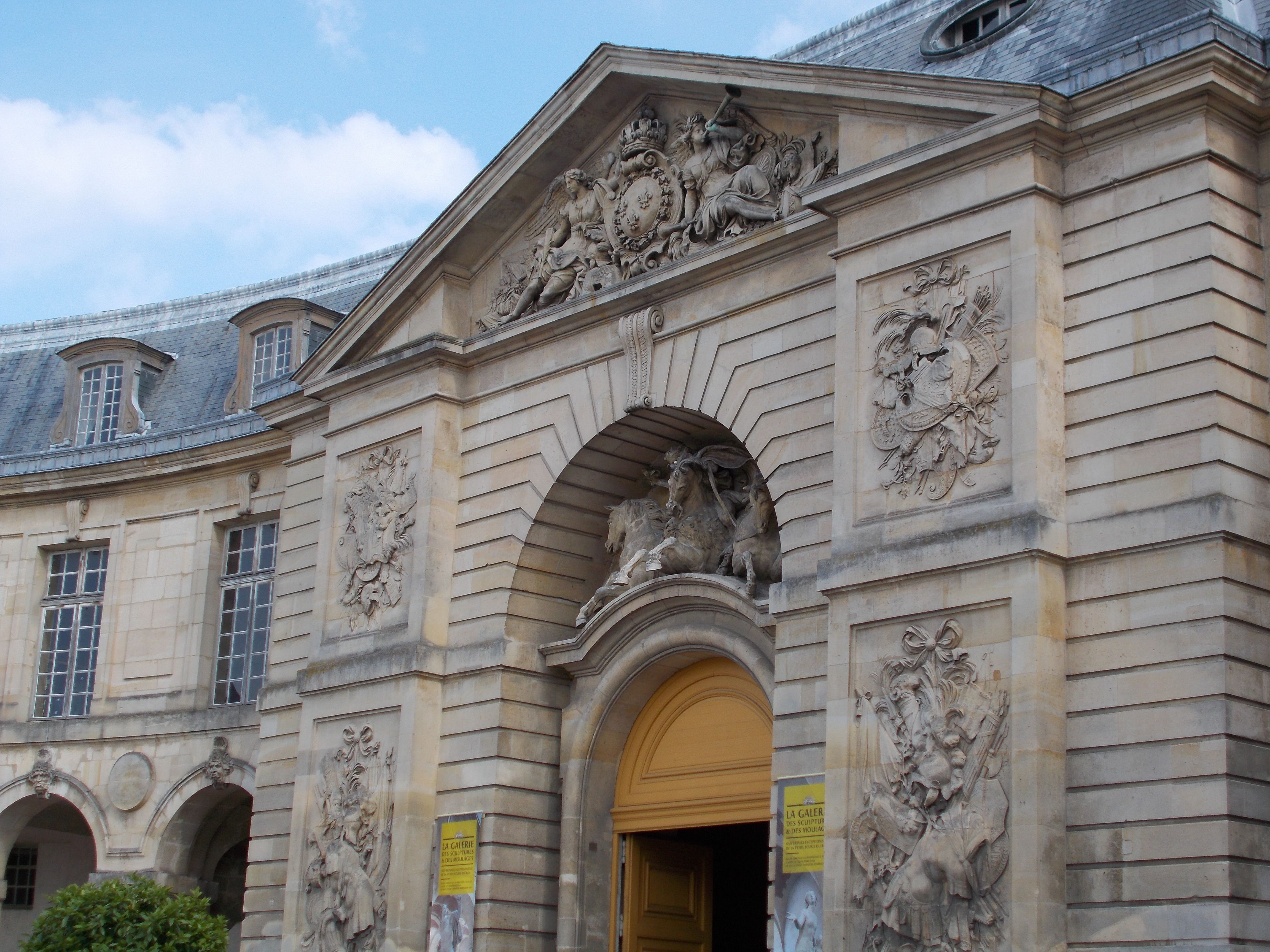
Versailles, kleine stallen.
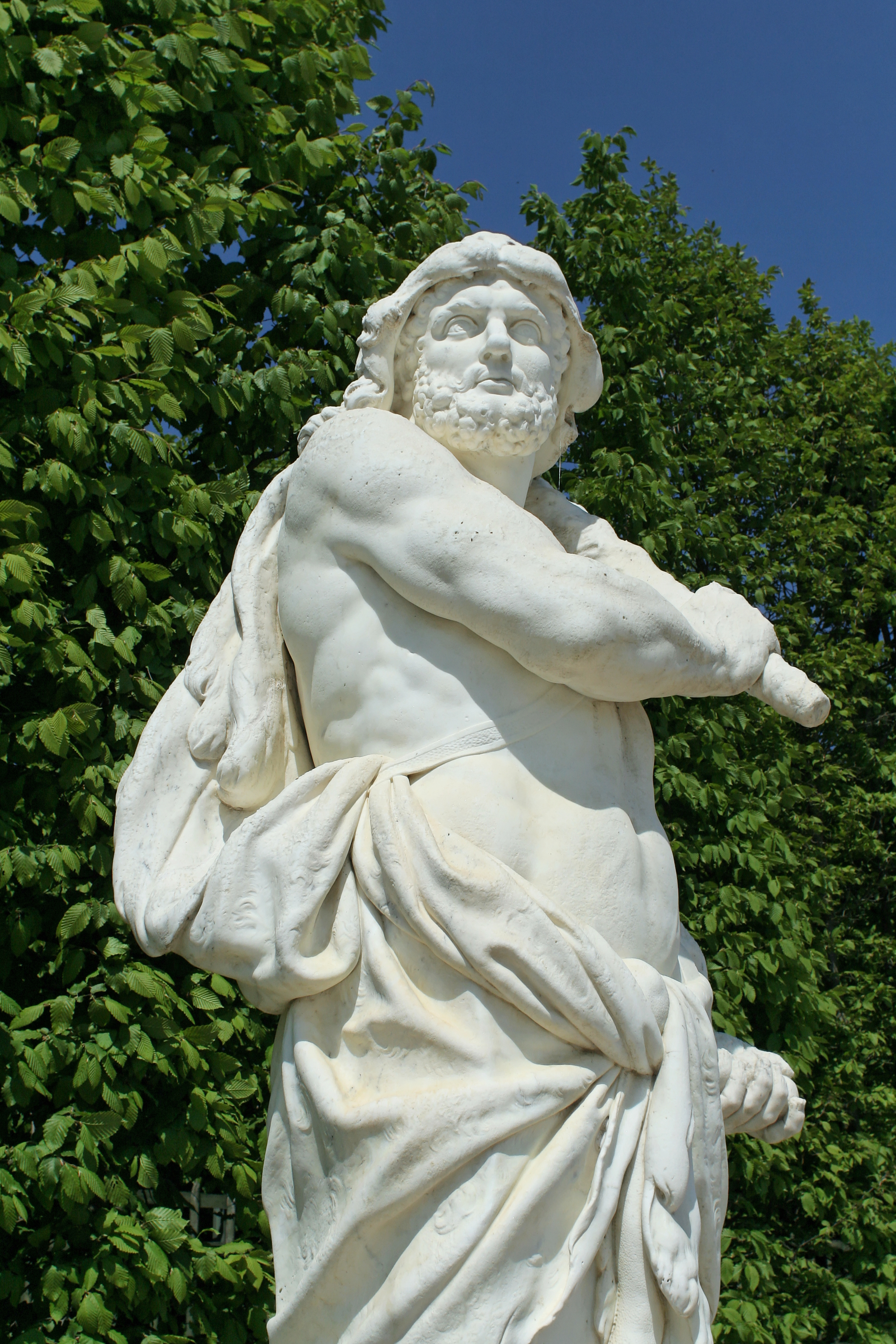
monumentale herme van Hercules, natuursteen, park van Versailles.